# Бріджетт Ґастерсон
Бріджетт Ґастерсон (англ. Bridgette Gusterson, 7 лютого 1973) — австралійська ватерполістка.
Олімпійська чемпіонка 2000 року.